# La novia del espacio
La novia del espacio es una obra de teatro de José López Rubio, estrenada en 1956.

## Argumento
Alicia es una mujer que deja su casa en una noche desapacible. A partir de este momento, se ve envuelta en un mundo de irrealidad en el que es difícil distinguir lo cierto de lo ficticio, empezando por un platillo volante del que surge un extraterrestre en busca de novia.

## Estreno
- Teatro de la Comedia. Barcelona, 16 de febrero de 1956.
  - Dirección: José Tamayo.
  - Intérpretes: Mary Carrillo (Alicia), Guillermo Marín (Adrián), Milagros Leal, Berta Riaza, Juanjo Menéndez, Alfonso Muñoz, Rafael Calvo.